# Nepotizam
Nepotizam je favorizovanje rođaka. Termin potiče od katoličkih papa i biskupa koji su dodeljivali pozicije kardinala nećacima. Nepotizam može da se javi u raznim oblastima, uključujući politiku, zabavu, biznis i religiju.

## Poreklo
Termin potiče od italijanske reči nepotismo, koja je zasnovana na latinskom korenu reči nepos što znači nećak. Od srednjeg veka do kasnog 17. veka, neke katoličke pape i biskupi koji su položili zakletvu čednosti, što bi reklo da obično nisu imali zakonitog potomstva, su davali nećacima poželjne pozicije koje su često pružane od oca sinu.
Nekoliko papa je podiglo nećake i druge rođake do pozicije kardinala. Često su takva imenovanja imala za cilj nastavljanje papske "dinastije". Na primer, papa Kalist III, glava porodice Bordžia, je imenovao za kardinale dva svoja nećaka; i jedan od njih, Rodrigo,kasnije je iskoristio svoju poziciju kardinala kao odskočnu dasku do papstva, postao je papa Aleksandar VI. Aleksandar je zatim za kardinala postavio brata svoje ljubavnice Alesandro Farniz (Alessandro Farnese); Farniz će kasnije postati papa Pavao III.
Pavao III je takođe bio upleten u nepotizam imenujući, na primer, dva svoja nećaka koji su imali 14 i 16 godina, na mesto kardinala. Ova praksa je konačno završena kada je papa Inoćentije XII izado bulu Romanum decent Pontificem 1692. godine. Papska bula je zabranila papama da dodeljuju imanja, kancelarije ili prihode bilo kom rođaku, sa izuzetkom da jedan kvalifikovan rođak može, najviše, da postane kardinal.

## Tipovi nepotizma

### Politički
Nepotizam je česta optužba u politici kada se rođak moćne figure uspne do slične pozicije bez, naizgled, prikladnih kvalifikacija. Za britansko-engleski izraz "Bob's your uncle" se smatra da potiče od Robert Artur Talbot Gaskojn-Sesil (Robert Arthur Talbot Gascoyne-Cecil), trećeg markeza Salzburija, koji je promovisao svog nećaka Artura Balgora, na uzvišeno mesto glavnog sekretara za Irsku, što se široko smatra činom nepotizma.

### Organizacioni
Nepotizam takođe može da se pojavi u organizacijama, kada je osoba zaposlena zahvaljujući porodičnim vezama. Uopšteno se smatra neetičkim i od strane poslodavca i od strane zaposlenog.

### Po državama

#### Australija
Ana Blaj (Anna Bligh), koja je pobedila na Queensland state izborima 2009. godine je optužena za nepotizam zbog postavljanja svog supruga Grega Vitersa (Greg Withers) na poziciju direktora kancelarije za klimatske promene.
Ubrzo nakon njegovog postavljanja na poziciju anglikanskog nadbiskupa Sidneja 2001. godine, Piter Džensen (Peter Jensen) je optužen, u intervjuu za Australian Brodcasting Corporation, za nepotizam nakon što je nominovao svog brata Filipa Džensena (Phillip Jensen ) za arhijereja Sidnejske eparhije i postavio svoju ženu Kristinu Džensen (Christine Jensen ) na službeni položaj u Sidnejskoj eparhiji.

#### Belgija
Tokom prošle decenije, kritike su u porastu zbog stvaranja političkih dinastija u Belgiji, u čijem su stvaranju učestvovale sve političke stranke. Ovaj fenomen je objašnjen činjenicom da istaknuti članovi partije kontrolišu rangiranje na partijskim listama za izbore, a mesto kandidata na listi određuje da li će biti izabrani ili ne. Još jedno objašnjenje za ovaj fenomen je značaj prepoznavanja imena za prikupljanje glasova.
Tvrdnje o nepotizmu su učinjene protiv Bruna Tobaka (Christine Jensen ), sina senatora i bivšeg ministra Luisa Tobaka (Louis Tobback), člana flamanskih socijalista, kada je postao ministar federalne vlade za penzioni fond i životnu sredinu 2005. godine, sa 35 godina. Aleksander De Kru (Alexander De Croo), sin bivšeg govornika belgijskog parlamenta Hermana de Krua (Herman De Croo), se kandidovao za rukovodstvo očeve stranke Open VLD sa 33 godine. Na kraju, tu je primer Maje Ditiege (Maya Detiège), ćerke bivšeg gradonačelnika Antverpena Fransa Ditiege (Frans Detiège).

#### Kambodža
Premijer Hun Sen i viši članovi parlamenta su takođe poznati i po uplitanju u zapošljavanje članova porodice na državne pozicije. Na kambodžanskim izborima za parlament 2013. godine, najmanje osam kandidata na predstojećim julskim izborima su bili sinovi visokih zvaničnika Narodne partije Kambodže. Svi sinovi vladajućih partija su izgubili, ali su imenovani na visoke državne pozicije.

#### Kina
U proteklih 3000 godina nepotizam je bio uobičajen u kineskoj kulturi, zasnovanoj na klanovima i široj porodici. Konfučije je pisao o važnosti balansiranja "porodične odanosti i zasluga". Feudalni sistem zasnovan na klanovima se srušio za vreme Konfučija, ali se nepotizam nastavio kroz savremeno doba. Na primer, smatra se da je karijera Žanga Huia (Zhang Hui) "ubrzana" zahvaljujući intervenciji njegovog ujaka Lija Džangua (Li Jianguo), potpredsednika i generalnog sekretara Nacionalnog narodnog kongresa. Hui je bio najmlađi član i sekretar Džiningovog opštinskog komiteta sa 32 godine.

#### Kuba
Nakon što je Fidel Kastro sišao sa vlasti 2008. godine zbog problema sa crevima i izliva krvi u mozak, njegov brat Raul Kastro je izabran da nasledi Fidela kao predsednik državnog saveta Kube.

#### Francuska
U oktobru 2009. godine Žan Sarkozi (Jean Sarkozy) se spremao da postane direktor EPAD-a uprkos nedostatku diplome i profesionalnog iskustva. On je izglasan za regionalnog odbornika Neja na Seni u 2008. godini.
Pjer Sarkozi (Pierre Sarkozy), prvi sin tadašnjeg predsednika Nikole Sarkozija, je u septembru 2009. godine tražio finansijsku pomoć od SCPP-a u iznosu od oko 10.000 evra za umetnički projekat u vrednosti od 80.000 evra. Pošto nije bio član SCPP-a zahtev je automatski odbijen. Sarkozi je zatim otišao u Jelisejsku palatu što je dovelo do toga da je Jelisejski konzul kontaktirao SCPP, i predsednik SCPP-a Mark Gez (Marc Guez) ga je uverio da će problem uskoro biti pozitivno razrešen. Međutim, prema predsedniku Abeil Mjuzika-a (Abeille Music) i članu SCPP-a, Ivu Rizelu (Yves Riesel), ovo se neće dogoditi jer je finansijska pomoć SCPP-a ograničena samo na članove već nekoliko meseci.

#### Indija
Korupcija ide ruku pod ruku sa nepotizmom u Indiji. Dešava se i u državnim i u privatnim poslovima. Nepotizam je gest u politici, biznisu i filmskoj industriji. Dešava se čak i u verskim krugovima, umetnosti, industriji i drugim tipovima organizacija. Mnogi članovi parlamenta i zakonodavne skupštine imaju generacijama dugo nasleđe nepotističke raspodele izbornih jedinica rođacima. Porodica Badžedž (Bajaj) je u srodstvu sa porodicom Brla (Birla) koja je i sama u srodstvu sa porodicom Bijani (Biyani) putem braka. Porodice Kipur (Kapoor ), Bačn (Bachan), i mnogi drugi industrijski filmski glumci su uveli svoju decu u filmsku industriju putem reklama. Osim toga, dinastije u politici opstaju. Raul Gandi (Rahul Gandhi), potpredsednik Indijske nacionalne kongresne stranke je potomak Džavaharlala Nehrua i Indire Gandi i Radživa Gandija. Kriket je takođe povezan sa nepotizmom u vidu Stjuarta Binija (Stuart Binny) i Rohana Gavaskara (Rohan Gavaskar).

#### Pakistan
Nepotizam ima dugu istoriju na indijskom potkontinentu, uključujući i Pakistan, gde je bio uzor mnogih kontroverzi. Porodici Buto (Bhutto) su već dugo meta optužbi na nepotizam. Zulfikara Ali Buta, predsednika Vlade Pakistana, je pogubio general Zia-ul-Hak (General Zia-ul-Haq). Nakon 10 godina pod diktaturom Zie, Pakistan se vratio demokratiji pod Butoovom ćerkom, Benazirom Buto. Nakon njenog ubistva, njen suprug Asif Ali Zardari je preuzeo kancelariju kao premijer. Njihov sin Bajlajval Buto Zardari (Bilawal Bhutto Zardari) je takođe aktivan političar i mogući budući kandidat za mesto premijera. Od avgusta 2014. godine političari, Imran Kan (Imran Khan) i Dr.Tahir ul Kadri (Tahirul Qadri), predvode masovne skupove pozivajući na kraj "monarhije" u Pakistanu, što je izazvano činjenicom da je premijer Navaz Šarif brat glavnog ministra Šebaza Šarifa (Shahbaz Sharif ), najveće pakistanske pokrajine Pendžaba.
Nepotizam je trenutno na vrhuncu, sa sadašnjim ministarstvom koje ima preko 20 članova porodice u vladi i višim mestima.

#### Rumunija
Članovi porodice rumunskog komunističkog diktatora Nikolajea Čaušeskua "dominiraju" državom decenijama. Elena Basesku (Elena Băsescu), ćerka predsednika Trajana Baseskua, izabrana je 2009. godine za člana evropskog parlamenta, uprkos činjenici da nije imala nikakvog profesionalnog ili političkog iskustva.

#### Singapur
Vlada Singapura je bila meta brojnih optužbi za nepotizam, pri čemu nekoliko članova porodice premijera drži visoke pozicije. Članovi porodice osporavaju optužbe kada god se podignu.

#### Španija
Tamo su Huan Antonio Samaran (Juan Antonio Samaranch Salisachs), predsednik Međunarodnog olimpijskog komiteta (IOC) od 1980 do 2009: njegov sin, Huan Antonio Samaran Salisiks (Juan Antonio Samaranch), član Međunarodnog olimpijskog komiteta od 2001. godine, dok je njegova ćerka Marija Tereza Samaran Salisiks (Maria Teresa Samaranch Salisachs), predsednica Španske federacije za sportove na ledu od 2005. godine.
Nepotizam se pojavio u španskim kolonijama u SAD kada su kancelarije date članovima porodice.

#### Šri Lanka
Mahinda Radžapaksa (Mahinda Rajapaksa) je bio optužen za nepotizam, imenujući tri brata za pokretanje važnih ministarstava i drugih političkih pozicija za rođake, bez obzira na njihove zasluge. Porodica Radžapaksa (Rajapaksa) drži ministarstvo finansija, odbrane, luka i vazduhoplovstva, razvoja autoputeva i puteva. Predsednikov brat, Gotabaja Radžapaksa (Gotabhaya Rajapaksa), postavljen je na mesto sekretara odbrane. On takođe kontroliše oružane snage, policiju i obalsku stražu, i odgovoran je za imigracije i emigracije. Radžapaksa (Rajapaksa) je imenovao svog brata Bazil Radžapaksa (Basil Rajapaksa) kao ministra za ekonomski razvoj. Zajedno, braća Radžapaksa kontrolišu preko 70% javnog budžeta Šri Lanke. Najstariji brat Mahinde Radžapakse (Mahinda Rajapaksa), Čamal Radžapaksa (Chamal Rajapaksa), je sadašnji govornik parlamenta Šri Lanke,držao je mnogo pozicija i ranije, dok je njegov najstariji sin Namal Radžapaksa (Namal Rajapaksa) takođe član parlamenta i poseduje neotkrivene portfolije.
Tu su još: njegov nećak, Šašendra Radžapaksa (Shashindra Rajapaksa) koji je glavni ministar Uva; jedan od rođaka, Džalija Vikramasurija (Jaliya Wickramasuriya) je ambasador Šri Lanke u SAD; još jedan rođak, Udajanga Viratunga (Udayanga Weeratunga) je ambasador u Rusiji. Desetine nećaka, nećakinja, rođaka su takođe postavljeni na čela banaka, odbora i korporacija.

#### Venecuela
Poznato je da je predsednica venecuelanske narodne skupštine Silija Flores (Cillia Flores), praktikovala nepotizam. Devet mesta u Narodnoj skupštini pripadala su članovima Flores porodice, uključujući svekrvu, tetku, troje braće i sestara, rođaku i njenu majku, i dva nećaka.

#### Velika Britanija
U februaru 2010. godine, Ser Kristofer Keli (Sir Christopher Kelly), predsednik odbora za standarde u javnom životu, rekao je da više od 200 poslanika koristilo povlastice parlamenta da zaposli svoje rođake na različita poslovna mesta. On je predložio da ova praksa treba da se zabrani.
U 2005. godini, kancelarka En Rid od Jorka (Ann Reid of York) je organizovala na ruti kojom je prolazio konvoj od pet automobila venčanja njene ćerke Hane, da se svih devet semafora prebaci na zeleno. Kao rezultat toga, svatovima je bilo potrebno samo 10 minuta da prođu kroz grad.
Grem Maksvel (Grahame Maxwell), šef policije severnog Jokšira, kažnjen je od strane IPCC-a 2011. godine, ali je odbio da da ostavku, nakon što je priznao da je pomogao rođaku kroz prvih nekoliko faza procesa zapošljavanja.
Mnogi političari Severne Irske zapošljavaju članove porodice. U 2008. godini, 19 izabranih političara Demokratske ujedinjene stranke (DUP) direktno su zaposlili članove porodice i rođake tako da su činili 27 zaposlenih od 136.

#### SAD
Oko 30 članova porodice i rođaka predsednika Julisiza Simpson Granta, finansijski su napredovali na neki način, bilo od vladinih imenovanja ili zapošljavanja.
Džon Kenedii je postavio svog šuraka, narednika Šriver, za prvog direktora mirovnih trupa, i svog brata Roberta F. Kenedija za pravobranioca.
U decembru 2012. godine, izveštaj iz Vašington Posta, ukazuje na brojna upražnjavanja nepotizma iz D.C. Metropolitan Washington Airport Autority (MWAA), što uključuje jednu porodicu čijih 5 članova radi u MWAA. Jedan od razloga, datog od strane saradnika generalnog zastupnika, da navodno brani nepotizam je: " ako su zaposleni kvalifikovani i ako su se takmičili za sopstvene pozicije, ne vidim problem u tome da rođaci rade u istoj organizaciji." Glavni inspektor odeljenja za saobraćaj i kongres je ubedio vlasti da razreše upražnjavanje nepotizma. Zaposlenima u vlasti neće više biti dozvoljeno da direktno ili indirektno utiču na zapošljavanje ili unapređivanje rođaka kao što je zabeleženo u njihovoj etičkoj politici.
Nepotizam se takođe praktikuje i u NBA, kao predsednik košarkaških operacija Filadelfija seventisiksersa, Džeri Kolandželo (Jerry Colangelo), imenovao je svog sina Brajana Kolandžela (Bryan Colangelo) za generalnog menadžera, bez temeljne pretrage za poziciju.

#### Srbija
U srbiji se kao primer nepotizma najčešće uzimia porodoca Krkobabić, koja je od Jovana Krokobabića osnivača Partije ujedinjenih penzionara, preko njegovog sina Milana Krkobabića koji ga je na toj poziciji nasledio, sve do unuka Stefana Krkobabića, neprekidno na vlasti dve pune decenije, vršeći različite funkcije od narodnog poslanika, ministara, direktora javnih preduzeća i ustanova.

#### Zimbabve
Predsednik Robert Mugabe je prijavio da priprema svoju ženu Grejs Mugabe (Grace Mugabe) za sledećeg predsednika, jednom kada on da ostavku. Potpredsednik Džojs Mudžuru (Joice Mujuru) je prethodno razmatran kao favorizovani naslednik Mugabe.

### U zabavi
Izvan nacionalne politike, optužbe za "nepotizam" su nastale u slučajevima prima facie favorizovanja rođaka, u slučajevima kao što su:
- Uloga Pičiz Geldof (Peaches Geldof) kao urednice magazina u jednom MTV rijaliti programu- isprodukovan od strane firme koju poseduje njen otac Bob Geldof.
- Zapažena uloga Tori Speling u seriji Beverli Hils 90210 kao rezultat uplitanja njenog oca Arona Spelinga u seriju.
- Holivudska porodica Kopola (Coppola) obuhvata mnoge istaknute režisere i glumce. Karijere Sofije Kopola, Nikolasa Kejdža i Džejsona Švarcmana su pripisane pomoći direktora Fransisa Forda Kopole koji je angažovao svoju ćerku Sofiju u Kumu III.[46] Kejdž je promenio svoje prezime kako bi se distancirao od takvih optužbi.[47]

### U zapošljavanju
Nepotizam na poslu može da predstavlja povećanje prilika na poslu, postizanje posla ili veću plaćenost u odnosu na slično pozicionirane ljude. Argumenti su napravljeni i za i protiv zapošljavanja garantovanog porodičnom vezom, što je najčešće u malim, porodičnim poslovima. Sa jedne strane nepotizam može obezbediti stabilnost i kontinuitet. Kritičari navode studije koje pokazuju smanjen moral i predanost kod zaposlenih bez veze, i generalno negativan stav prema višim pozicijama kroz nepotizam. Članak iz magazina Forbes navodi "nema merdevina kojima se možete popeti, kada je vrh rezervisan za ljude sa određenim imenom." Neke firme zabranjuju nepotizam kao etičku meru, smatrajući ga previše problematičnim i uznemirujućim.

## Vrste pristrasnosti
Nepotizam se odnosi na pristrasnost u porodici, dok se kronizam odnosi na pristrasnost saradnika ili prijatelja. Favorizovanje, kao najširi termin, odnosi se na pristrasnost zasnovanog na pripadnosti favorizovanoj grupi, pre nego na obavljanje posla.

## Literatura
- "American Calendar" in American Quarterly 25.4 (October 1973): 493-96.
- Cardinal Giovanni Battista De Luca: Nepotism in the Seventeenth-century Catholic Church and De Luca's Efforts to Prohibit the Practice  University of North Texas Digital Library.
- "Nepotism: is it back?" New Statesman, September 29, 2003.
- Nepotism in Organizations, 2012. ISBN 9780415882767.
- Bellow, Adam. „In Praise of Nepotism: A Natural History”. booknotes.org. Архивирано из оригинала 22. 03. 2016. г. Приступљено 5. 5. 2016.

## Spoljašnje veze
- Hollywoodnepotism.net
- Booknotes interview with Adam Bellow on In Praise of Nepotism: A Natural History, August 24, 2003.